# Hollie Davidson
Hollie Davidson (Aboyne, 19 settembre 1992) è un'arbitra scozzese di rugby a 15, prima donna nella storia della disciplina ad avere diretto una squadra del primo livello mondiale in un incontro internazionale.
È anche il primo arbitro professionista in assoluto proveniente dalla Scottish Rugby Union.

## Biografia
Proveniente dal rugby giocato, nel quale si distingueva nel ruolo di mediano di mischia dai 14 anni fino all'università tanto da arrivare alle giovanili della Scozia femminile, smise l'attività sportiva nel 2012 prima di esordire in nazionale maggiore a causa di una grave lussazione alla spalla occorsale giocando per l'università di Edimburgo, dalla quale uscì con una laurea in Economia.
Nel 2015, da impiegata nel settore bancario, intraprese il corso federale di direzione di gara e nel 2017 divenne arbitro professionista e giudice di gara internazionale, designata tra i direttori alla Coppa del Mondo 2017 in Irlanda, benché mai come arbitro in campo.
Un anno più tardi fu impiegata come giudice di linea in Pro14 (Glasgow Warriors ‒ Zebre).
Nel 2019 le fu affidato un match della terza serie del campionato europeo maschile 2018-19 tra Malta e Cipro, e successivamente debuttò nel Sei Nazioni femminile.
Attiva anche nel Seven, ha diretto nella Coppa del Mondo 2018 a San Francisco (Stati Uniti), ai Giochi del Commonwealth 2018 a Gold Coast (Australia) e al torneo olimpico femminile di Tokyo nel 2021 in rappresentanza del comitato olimpico britannico.
Già direttrice di gare di club maschili in United Rugby Championship, il 25 giugno 2022 è stata la prima donna a dirigere una squadra maschile del primo livello World Rugby (ovvero una di quelle facenti parte del Sei Nazioni o del Rugby Championship) in un incontro internazionale: si tratta di Portogallo ‒ Italia a Lisbona nel quadro dei test match di metà anno.
Inserita nel gruppo arbitrale di sole donne alla Coppa del Mondo 2021 in programma a ottobre e novembre 2022, è stata designata a dirigerne la finale tra Inghilterra e Nuova Zelanda, vinta da quest'ultima 34-31.